# Izzi
Izzi est une zone de gouvernement local de l'État d'Ebonyi au Nigeria,.